# Liste des lézards les plus gros
Il existe actuellement environ 40 familles existantes de Lacertilia, qui varient considérablement en taille. Par exemple, le plus grand représentant parmi les geckos, le gecko géant de Nouvelle-Calédonie (Rhacodactylus leachianus ), a une longueur allant jusqu'à 36 cm, tandis que la plus grande espèce de la famille des Varanidae, le dragon de Komodo (Varanus komodoensis), a une longueur allant jusqu'à 3 mètres, et une masse corporelle de 70 kg.

## Les plus grands lézards existants
Ce tableau retrace les 15 plus grands lézards existants, en se basant sur les mesures de taille les plus fiables, y compris la longueur et le poids. La majorité d'entre eux sont des Varanidae, Iguanidae et Teiidae et dépassent les 9 kg en masse.
| Rang | Nom commun                       | Nom binomial                    | Famille   | Plus grande masse connue (en kg)                                                        | Longueur maximale connue (en mètres) | Image |
| ---- | -------------------------------- | ------------------------------- | --------- | --------------------------------------------------------------------------------------- | ------------------------------------ | ----- |
| 1    | Dragon de Komodo                 | Varanus komodoensis             | Varanidae | 166 en captivité, 81,5 dans la nature (à jeun). Probablement 100 kg après avoir mangé,. | 3.13 en captivité 3.04 sauvage       |       |
| 2    | Varan malais                     | Varanus salvator                | Varanidae | 25,                                                                                     | 3.21                                 |       |
| 3    | Varan crocodile                  | Varanus salvadorii              | Varanidae | 20                                                                                      | 2.55 (plus grand spécimen vérifié)   |       |
| 4    | Varan du Nil                     | Varanus niloticus               | Varanidae | 20                                                                                      | 2.43                                 |       |
| 5    | Varan Perenti                    | Varanus giganteus               | Varanidae | 20                                                                                      | 2.44                                 |       |
| 6    | Varan à gorge noire              | Varanus albigularis microsticus | Varanidae | 27                                                                                      | 2.1                                  |       |
| 7    | Varanus varius                   | Varanus varius                  | Varanidae | 14,                                                                                     | 2.0,                                 |       |
| 8    | Iguane bleu                      | Cyclura lewisi                  | Iguanidae | 14,                                                                                     | 1.5,                                 |       |
| 9    | Iguane des Galapagos             | Conolophus subcristatus         | Iguanidae | 13                                                                                      | 1.5,                                 |       |
| 10   | Iguane marin                     | Amblyrhynchus cristatus         | Iguanidae | 12                                                                                      | 1.4,                                 |       |
| 11   | Iguane rhinocéros                | Cyclura cornuta                 | Iguanidae | 10                                                                                      | 1.22, jusqu'à 1.36                   |       |
| 12   | Iguane vert                      | Iguana iguana                   | Iguanidae | 9.1                                                                                     | 2.0                                  |       |
| 13   | Varan de la Sierra Madre du Nord | Varanus bitatawa                | Varanidae | 9,                                                                                      | 1.8,                                 |       |
| 14   | Tégu rouge                       | Salvator rufescens              | Teiidae   | 9                                                                                       | 1.4                                  |       |
| 15   | Varan de Gray                    | Varanus olivaceus               | Varanidae | 8.9,                                                                                    | 1.88,                                |       |